# Maudo Jarjué
Maudo Lamine Jarjué (* 30. September 1997 in Serekunda) ist ein gambisch-guinea-bissauischer Fußballspieler.

## Karriere

### Verein
Jarjué spielte bis Ende 2015 für diverse afrikanische Vereine und wechselte dann in den Nachwuchs von Gil Vicente FC. Zur Saison 2016/17 rückte er in den Profikader des portugiesischen Zweitligisten. Im August 2016 debütierte er in der Segunda Liga, als er am ersten Spieltag jener Saison gegen den Varzim SC in der 89. Minute für Goba Zakpa eingewechselt wurde. Bis Saisonende kam er zu fünf Einsätzen. Zur Saison 2017/18 wechselte er nach Aserbaidschan zum Səbail FK. Im August 2017 absolvierte er gegen den Zirə FK sein erstes Spiel in der Premyer Liqası. In seinen zwei Jahren in Aserbaidschan kam er zu 44 Einsätzen für Səbail, in denen er ohne Torerfolg blieb.
Zur Saison 2019/20 wechselte er nach Österreich zum Bundesligisten FK Austria Wien, bei dem er einen bis Juni 2023 laufenden Vertrag erhielt. In eineinhalb Jahren bei der Austria kam er zu zehn Einsätzen in der Bundesliga und zu 20 Einsätzen für die Zweitmannschaft in der 2. Liga. Im Februar 2021 wurde er nach Schweden an den IF Elfsborg verliehen. Nach 17 Einsätzen für Elfsborg in der Allsvenskan wurde er im November 2021 fest verpflichtet und erhielt einen bis Dezember 2024 laufenden Vertrag. Die Rückrunde der Saison 2022/23 verbrachte Jarjue leihweise beim ŠK Slovan Bratislava in der Slowakei und gewann dort die nationale Meisterschaft.
Im März 2024 wechselte Jarjue dann weiter nach Norwegen zum Erstligisten Sandefjord Fotball.

### Nationalmannschaft
Jarjué debütierte am 25. März 2021 in der Qualifikation zum Afrika-Cup gegen Angola (1:0) für die gambische A-Nationalmannschaft und vier Tage später kam er gegen die DR Kongo (0:1) zu seinem vorerst letzten Einsatz für die Auswahl.

## Erfolge
- Slowakischer Meister: 2023